# Čistá (Mladá Boleslav)
Čistá é uma comuna checa localizada na região da Boêmia Central, distrito de Mladá Boleslav.